# Vértebra cervical

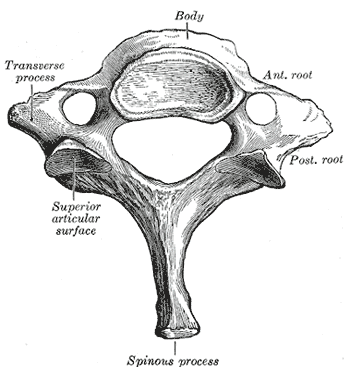
vista superior da sétima vértebra cervical

No corpo humano existem sete vértebras cervicais. O conjunto dessas vértebras forma a coluna vertebral cervical. A primeira vértebra cervical, o atlas, liga-se ao osso occipital e é responsável pela sustentação do crânio; a última vértebra cervical, chamada "C7", está acima da primeira vértebra torácica, "T1". Normalmente as vértebras cervicais arranjam-se de modo a formar uma suave curvatura na coluna cervical chamada lordose cervical que é observada no perfil do corpo humano, no pescoço. As sete vértebras têm em comum um formato algo anelar, sendo que as cinco últimas têm a sua parte anterior mais desenvolvida, maior, a qual é formada pelo corpo vertebral.
Além disso, essas vértebras normalmente possuem o corpo vertebral retangular e relativamente pequeno, pois não precisam de sustentar tanto peso como as vértebras inferiores. De C2 a C6, há possibilidade dos processos espinhosos serem bífidos.
Nessa região anterior de cada vértebra, iniciando-se abaixo de C2, entre os corpos vertebrais, até a parte móvel inferior da coluna vertebral (região lombo-sacra), existe em cada intervalo um disco intervertebral coluna vertebral cervical que acompanham a medula espinhal ao longo do pescoço.
Na região posterior das vértebras cervicais existe a parte de arco ósseo que fecha o "anel" formando o canal vertebral. Empilhadas, as vértebras formam um longo canal vertebral e dentro deste está a medula espinhal - não confundir com medula óssea. O arco posterior é formado na linha média pela apófise posterior e de cada lado desta há uma lâmina, além das facetas ósseas formadas pelas apófises articulares superiores e inferiores. Estas pequenas articulações vão auxiliar a distribuição da carga da vértebra, sendo a maior parte suportada pelos discos intervertebrais na frente e pelas articulações facetárias na parte de trás.
A principal diferença entre as vértebras cervicais das torácicas e lombares é que, além do menor tamanho, possuem de cada lado o forame transverso, através do qual passa a artéria vertebral - excepto na C7, sendo que essa pode ou não possuir o forame (e, mesmo se o possuir, através dele passam somente veias acessórias). O forame transverso localiza-se no processo transverso.
As duas primeiras vértebras cervicais, atlas e áxis, são atípicas, pois não possuem corpo vertebral e a última cervical (C7) é chamada vértebra proeminente, visto que sua apófise posterior é facilmente visível na superfície inferior da nuca. Porém, o que a torna mais atípica é o fato de o forame transverso poder estar ausente, ou, se presente, não há passagem da artéria vertebral, que transita a partir de C6 em direção ao crânio.
As vértebras cervicais que são visualizadas na radiografias laterais da cabeça, são utilizadas na odontologia, mais especificamente na ortodontia e ortopedia funcional dos maxilares para estimar a idade óssea.  Existe vários métodos que utilizam as vértebras para estimar a idade óssea, são eles: Hassel & Farman (1995), Baccetti et al (2005), Mito et al (2002).  Existem muitos aplicativos para smartphone para estimar a idade óssea pelos métodos cervicais, como o Easy Age